# Elecciones municipales de Chile de 1938
En las elecciones municipales de abril de 1938, fueron efectuadas el 3 de abril. Las primeras mayorías corresponden a los partidos Radical, Liberal y Conservador.

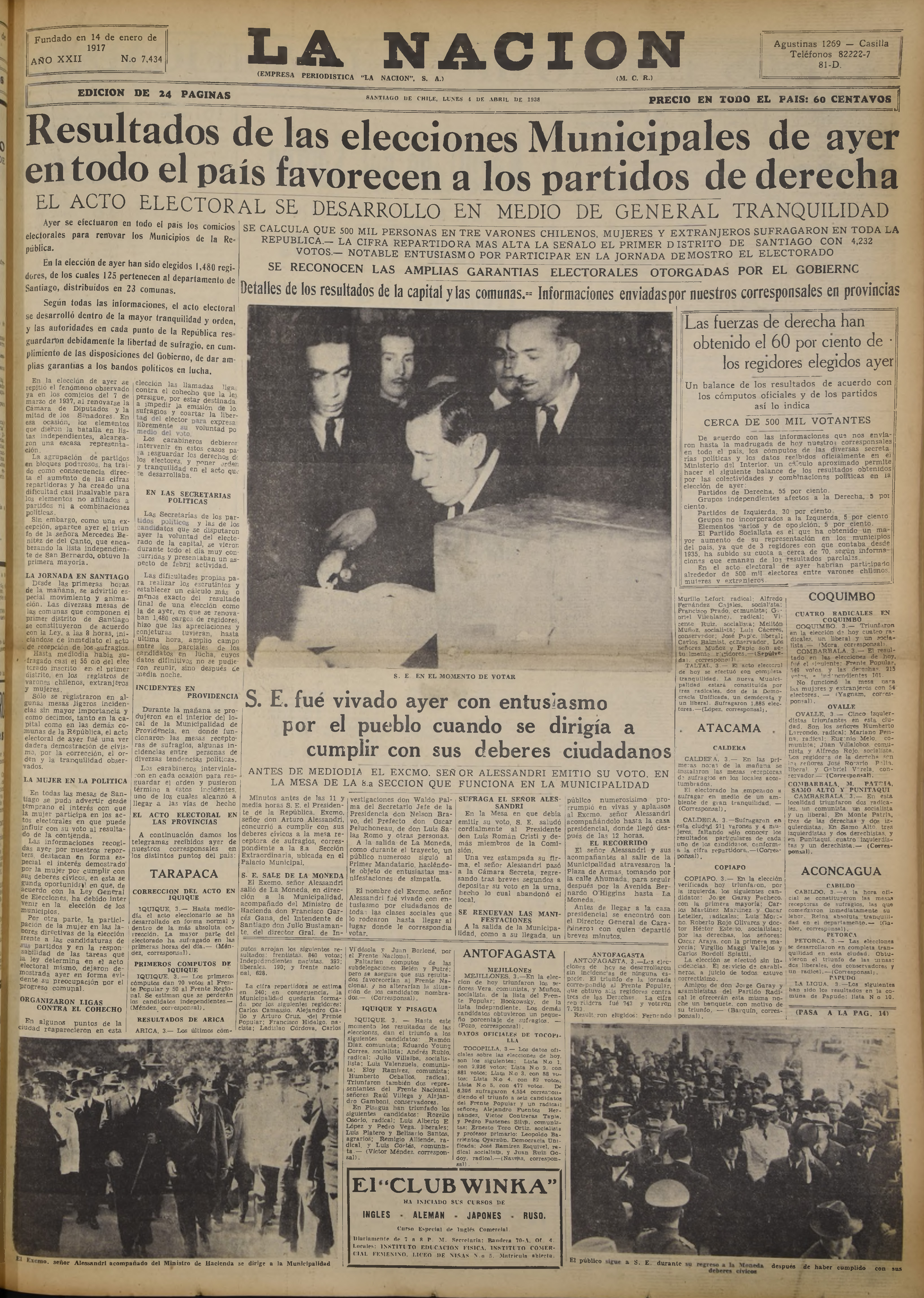
Portada de La Nación informando el resultado de las elecciones.

## Resultados

### Nacional
| Pacto o partido                           | Sigla          | Votos   | %?     | Cand.? | Reg.? | %? |
| ----------------------------------------- | -------------- | ------- | ------ | ------ | ----- | -- |
| Derecha                                   | Derecha        | 234 227 | 48,29% | 1652   | 835   |    |
| Partido Conservador                       | PCon           | 107 089 | 22,08% | 600    | 378   |    |
| Partido Liberal                           | PL             | 90 836  | 18,73% | 653    | 353   |    |
| Partido Demócrata                         | PDa            | 18 701  | 3,85%  | 277    | 54    |    |
| Partido Agrario                           | PA             | 9393    | 1,94%  | 87     | 44    |    |
| Acción Republicana                        | AR             | 8208    | 1,69%  | 35     | 6     |    |
| Frente Popular                            | Frente Popular | 188 704 | 38,90% | 1238   | 500   |    |
| Partido Radical                           | PR             | 98 418  | 20,29% | 737    | 344   |    |
| Partido Socialista                        | PS             | 49 506  | 10,20% | 245    | 96    |    |
| Partido Democrático                       | PDo            | 11 716  | 2,42%  | 149    | 18    |    |
| Partido Nacional Democrático              | PND            | 29 064  | 5,99%  | 107    | 42    |    |
| Independientes                            | Ind.           | 62 075  | 12,80% | 552    | 137   |    |
| Total                                     | Total          | 485 006 | 100%   | 3442   | 1472  |    |
| Fuente: Dirección del Registro Electoral. |                |         |        |        |       |    |

El Partido Radical (PR) contenía también candidatos de la "Democracia Unificada" (ex-Partido Democrático), que presentó 48 candidatos los cuales obtuvieron 10 118 votos y eligieron 13 regidores. Asimismo, 5 candidatos presentes en listas del PR eran de militancia nacional demócrata, sumando 1396 y eligiendo 2 regidores; y 5 candidatos eran militantes socialistas, obteniendo 732 votos y eligiendo 3 regidores. De este modo, al total obtenido por el PR según el registro oficial se le deben descontar 18 regidores y éstos ser añadidos a los respectivos partidos.
En esta ocasión debían elegirse 1485 regidores. Sin embargo 13 cargos no fueron ocupados debido a que la elección no se llevó a cabo en Andacollo (5 regidores), y los Tribunales Calificadores Provinciales correspondientes anularon la elección en Cañete (7 regidores) y declararon vacante un cargo en Castro.

### Por provincia
| Pacto o partido                           | Pacto o partido              | Tarapacá | Tarapacá | Antofagasta | Antofagasta | Atacama    | Atacama    | Coquimbo | Coquimbo | Aconcagua | Aconcagua | Valparaíso | Valparaíso |
| ----------------------------------------- | ---------------------------- | -------- | -------- | ----------- | ----------- | ---------- | ---------- | -------- | -------- | --------- | --------- | ---------- | ---------- |
| Derecha                                   | Derecha                      | 161      | 1,44 %   | 4153        | 24,54 %     | 2325       | 31,86 %    | 7300     | 37,31 %  | 9210      | 65,51 %   | 23 929     | 48,69 %    |
|                                           | Partido Conservador          | 0        | 0 %      | 1566        | 9,25 %      | 823        | 11,28 %    | 1990     | 10,17 %  | 3502      | 24,91 %   | 10 174     | 20,70 %    |
|                                           | Partido Liberal              | 161      | 1,44 %   | 1832        | 10,82 %     | 642        | 8,80 %     | 5288     | 27,03 %  | 5024      | 35,74 %   | 9052       | 18,42 %    |
|                                           | Partido Demócrata            | 0        | 0 %      | 491         | 2,90 %      | 860        | 11,78 %    | 22       | 0,11 %   | 333       | 2,37 %    | 2811       | 5,72 %     |
|                                           | Partido Agrario              | 0        | 0 %      | 0           | 0 %         | 0          | 0 %        | 0        | 0 %      | 0         | 0 %       | 0          | 0 %        |
|                                           | Acción Republicana           | 0        | 0 %      | 264         | 1,56 %      | 0          | 0 %        | 0        | 0 %      | 351       | 2,50 %    | 1892       | 3,85 %     |
| Frente Popular                            | Frente Popular               | 6166     | 54,97 %  | 8529        | 50,39 %     | 4486       | 61,47 %    | 10365    | 52,98 %  | 4231      | 30,09 %   | 17294      | 35,19 %    |
|                                           | Partido Radical              | 1445     | 12,88 %  | 3413        | 20,17 %     | 2518       | 34,50 %    | 5831     | 29,80 %  | 3293      | 23,42 %   | 6545       | 13,32 %    |
|                                           | Partido Socialista           | 1950     | 17,38 %  | 1783        | 10,53 %     | 1768       | 24,23 %    | 2487     | 12,71 %  | 655       | 4,66 %    | 6819       | 13,88 %    |
|                                           | Partido Democrático          | 48       | 0,43 %   | 419         | 2,48 %      | 0          | 0 %        | 62       | 0,32 %   | 0         | 0 %       | 647        | 1,32 %     |
|                                           | Partido Nacional Democrático | 2723     | 24,28 %  | 2914        | 17,22 %     | 200        | 2,74 %     | 1985     | 10,15 %  | 283       | 2,01 %    | 3283       | 6,68 %     |
| Independientes                            | Independientes               | 4890     | 43,59 %  | 4243        | 25,07 %     | 487        | 6,67 %     | 1900     | 9,71 %   | 618       | 4,40 %    | 7920       | 16,12 %    |
| Total de votos válidos                    | Total de votos válidos       | 11 217   | 100 %    | 16 925      | 100 %       | 7298       | 100 %      | 19 565   | 100 %    | 14 059    | 100 %     | 49 143     | 100 %      |
| Pacto o partido                           | Pacto o partido              | Santiago | Santiago | O'higgins   | O'higgins   | Colchagua  | Colchagua  | Curicó   | Curicó   | Talca     | Talca     | Linares    | Linares    |
| Derecha                                   | Derecha                      | 56 675   | 44,20 %  | 10 282      | 48,81 %     | 9299       | 69,18 %    | 5531     | 72,32 %  | 9143      | 59,80 %   | 9518       | 72,72 %    |
|                                           | Partido Conservador          | 35 779   | 27,90 %  | 5978        | 28,38 %     | 4242       | 31,56 %    | 2447     | 32,17 %  | 4397      | 28,78 %   | 4284       | 32,73 %    |
|                                           | Partido Liberal              | 14 646   | 11,42 %  | 3639        | 17,27 %     | 4605       | 34,26 %    | 2384     | 31,34 %  | 4161      | 27,23 %   | 4105       | 31,36 %    |
|                                           | Partido Demócrata            | 2864     | 2,23 %   | 665         | 3,16 %      | 452        | 3,36 %     | 670      | 8,81 %   | 65        | 0,43 %    | 12         | 0,09 %     |
|                                           | Partido Agrario              | 0        | 0 %      | 0           | 0 %         | 0          | 0 %        | 0        | 0 %      | 514       | 3,36 %    | 1117       | 8,53 %     |
|                                           | Acción Republicana           | 3386     | 2,64 %   | 0           | 0 %         | 0          | 0 %        | 0        | 0 %      | 0         | 0 %       | 0          | 0 %        |
| Frente Popular                            | Frente Popular               | 55 263   | 43,10 %  | 4882        | 23,17 %     | 2045       | 15,21 %    | 2075     | 27,28 %  | 4625      | 30,27 %   | 2800       | 21,39 %    |
|                                           | Partido Radical              | 21 357   | 16,66 %  | 1963        | 9,32 %      | 1604       | 11,93 %    | 881      | 11,58 %  | 1889      | 12,36 %   | 2219       | 16,95 %    |
|                                           | Partido Socialista           | 18 937   | 14,77 %  | 1758        | 8,35 %      | 441        | 3,28 %     | 289      | 3,80 %   | 1008      | 6,60 %    | 578        | 4,42 %     |
|                                           | Partido Democrático          | 5442     | 4,24 %   | 0           | 0 %         | 0          | 0 %        | 397      | 5,22 %   | 621       | 4,06 %    | 3          | 0,02 %     |
|                                           | Partido Nacional Democrático | 9527     | 7,43 %   | 1161        | 5,51 %      | 0          | 0 %        | 508      | 6,68 %   | 1107      | 7,25 %    | 0          | 0 %        |
| Independientes                            | Independientes               | 16 280   | 12,70 %  | 5902        | 28,02 %     | 2098       | 15,61 %    | 0        | 0 %      | 1511      | 9,89 %    | 771        | 5,89 %     |
| Total de votos válidos                    | Total de votos válidos       | 128 218  | 100 %    | 21 066      | 100 %       | 13 442     | 100 %      | 7606     | 100 %    | 15 279    | 100 %     | 13 089     | 100 %      |
| Pacto o partido                           | Pacto o partido              | Maule    | Maule    | Ñuble       | Ñuble       | Concepción | Concepción | Arauco   | Arauco   | Bío-Bío   | Bío-Bío   | Malleco    | Malleco    |
| Derecha                                   | Derecha                      | 5258     | 69,32 %  | 15 726      | 65,92 %     | 9816       | 33,03 %    | 1988     | 38,72 %  | 7210      | 55,57 %   | 8834       | 58,11 %    |
|                                           | Partido Conservador          | 734      | 9,68 %   | 8873        | 37,20 %     | 5676       | 19,10 %    | 54       | 1,05 %   | 3347      | 25,80 %   | 1948       | 12,81 %    |
|                                           | Partido Liberal              | 4524     | 59,64 %  | 6350        | 26,62 %     | 1710       | 5,75 %     | 1080     | 21,04 %  | 3403      | 26,23 %   | 4859       | 31,96 %    |
|                                           | Partido Demócrata            | 0        | 0 %      | 503         | 2,11 %      | 1743       | 5,87 %     | 392      | 7,64 %   | 460       | 3,55 %    | 1680       | 11,05 %    |
|                                           | Partido Agrario              | 0        | 0 %      | 0           | 0 %         | 407        | 1,37 %     | 462      | 9,00 %   | 0         | 0 %       | 347        | 2,28 %     |
|                                           | Acción Republicana           | 0        | 0 %      | 0           | 0 %         | 280        | 0,94 %     | 0        | 0 %      | 0         | 0 %       | 0          | 0 %        |
| Frente Popular                            | Frente Popular               | 2327     | 30,68 %  | 7204        | 30,20 %     | 15 476     | 52,08 %    | 3146     | 61,28 %  | 5306      | 40,90 %   | 5512       | 36,26 %    |
|                                           | Partido Radical              | 1887     | 24,88 %  | 5387        | 22,58 %     | 7912       | 26,62 %    | 2402     | 46,79 %  | 3175      | 24,47 %   | 4686       | 30,82 %    |
|                                           | Partido Socialista           | 185      | 2,44 %   | 887         | 3,72 %      | 3225       | 10,85 %    | 579      | 11,28 %  | 1838      | 14,17 %   | 525        | 3,45 %     |
|                                           | Partido Democrático          | 235      | 3,10 %   | 672         | 2,82 %      | 1940       | 6,53 %     | 165      | 3,21 %   | 11        | 0,08 %    | 167        | 1,10 %     |
|                                           | Partido Nacional Democrático | 20       | 0,26 %   | 258         | 1,08 %      | 2399       | 8,07 %     | 0        | 0 %      | 282       | 2,17 %    | 134        | 0,88 %     |
| Independientes                            | Independientes               | 0        | 0 %      | 925         | 3,88 %      | 4425       | 14,89 %    | 0        | 0 %      | 458       | 3,53 %    | 856        | 5,63 %     |
| Total de votos válidos                    | Total de votos válidos       | 7585     | 100 %    | 23 855      | 100 %       | 29 717     | 100 %      | 5134     | 100 %    | 12 974    | 100 %     | 15 202     | 100 %      |
| Pacto o partido                           | Pacto o partido              | Cautín   | Cautín   | Valdivia    | Valdivia    | Llanquihue | Llanquihue | Chiloé   | Chiloé   | Aysén     | Aysén     | Magallanes | Magallanes |
| Derecha                                   | Derecha                      | 15 728   | 59,97 %  | 12 004      | 47,31 %     | 6533       | 67,51 %    | 3189     | 57,60 %  | 415       | 46,21 %   | 0          | 0 %        |
|                                           | Partido Conservador          | 2988     | 11,39 %  | 2985        | 11,76 %     | 3423       | 35,37 %    | 1633     | 29,50 %  | 216       | 24,05 %   | 0          | 0 %        |
|                                           | Partido Liberal              | 2038     | 7,77 %   | 6757        | 26,63 %     | 2949       | 30,47 %    | 1528     | 27,60 %  | 93        | 10,36 %   | 0          | 0 %        |
|                                           | Partido Demócrata            | 2553     | 9,73 %   | 1830        | 7,21 %      | 161        | 1,66 %     | 28       | 0,51 %   | 106       | 11,80 %   | 0          | 0 %        |
|                                           | Partido Agrario              | 6546     | 24,96 %  | 0           | 0 %         | 0          | 0 %        | 0        | 0 %      | 0         | 0 %       | 0          | 0 %        |
|                                           | Acción Republicana           | 1603     | 6,11 %   | 432         | 1,70 %      | 0          | 0 %        | 0        | 0 %      | 0         | 0 %       | 0          | 0 %        |
| Frente Popular                            | Frente Popular               | 7938     | 30,27 %  | 11 625      | 45,81 %     | 2138       | 22,09 %    | 1795     | 32,42 %  | 187       | 20,82 %   | 3289       | 55,55 %    |
|                                           | Partido Radical              | 6135     | 23,39 %  | 7273        | 28,66 %     | 2064       | 21,33 %    | 1780     | 32,15 %  | 139       | 15,48 %   | 2620       | 44,25 %    |
|                                           | Partido Socialista           | 1122     | 4,28 %   | 1866        | 7,35 %      | 74         | 0,76 %     | 15       | 0,27 %   | 48        | 5,35 %    | 669        | 11,30 %    |
|                                           | Partido Democrático          | 224      | 0,85 %   | 663         | 2,61 %      | 0          | 0 %        | 0        | 0 %      | 0         | 0 %       | 0          | 0 %        |
|                                           | Partido Nacional Democrático | 457      | 1,74 %   | 1823        | 7,18 %      | 0          | 0 %        | 0        | 0 %      | 0         | 0 %       | 0          | 0 %        |
| Independientes                            | Independientes               | 2560     | 9,76 %   | 1745        | 6,88 %      | 1006       | 10,40 %    | 552      | 9,97 %   | 296       | 32,96 %   | 2632       | 44,45 %    |
| Total de votos válidos                    | Total de votos válidos       | 26 226   | 100 %    | 25 374      | 100 %       | 9677       | 100 %      | 5536     | 100 %    | 898       | 100 %     | 5921       | 100 %      |
| Fuente: Dirección del Registro Electoral. |                              |          |          |             |             |            |            |          |          |           |           |            |            |

## Alcaldías 1938-1941
Listado de alcaldes elegidos en las principales ciudades del país.
| Municipio | Municipio    | Alcalde electo                                           |
| --------- | ------------ | -------------------------------------------------------- |
|           | Arica        | Juan Borlone Ortiz Partido Radical                       |
|           | Iquique      | Eloy Ramírez Ugalde Partido Comunista                    |
|           | Calama       | José Díaz Iturrieta Partido Comunista                    |
|           | Antofagasta  | Humberto de Ramón Correa Partido Conservador             |
|           | Coquimbo     | Jorge Wilson del Solar Partido Liberal                   |
|           | Viña del Mar | Eduardo Grove Vallejo Partido Socialista                 |
|           | Valparaíso   | Pedro Pacheco Pérez                                      |
|           | Santiago     | Graciela Contreras de Schnake Partido Socialista         |
|           | Rancagua     | Luis Herrera Urzúa Partido Conservador                   |
|           | Talca        | Carlos Espindola Partido Liberal                         |
|           | Concepción   | José Ascanio Arteaga Partido Radical                     |
|           | Valdivia     | Jorge Bustos León Partido Democrático                    |
|           | Puerto Montt | Augusto Lobos Barrientos Partido Liberal                 |
|           | Punta Arenas | Ernesto Pisano Blanco Partido Regionalista de Magallanes |